# Tetra (Gendarmerie)
Pour les articles homonymes, voir Tétra.

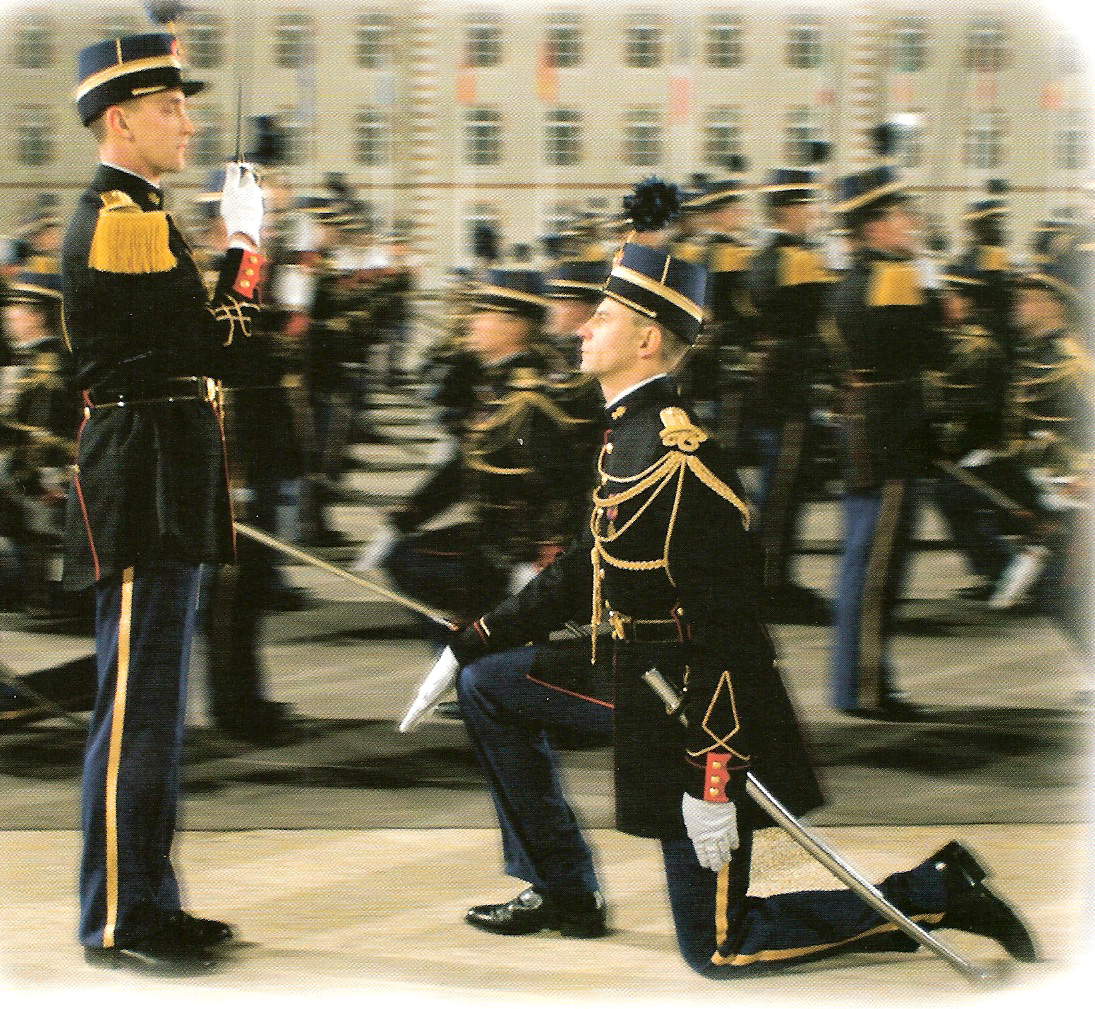
Tenue de prestige TETRA

Le Tetra est la tenue de tradition portée par les élèves-officiers, les officiers-élèves et l'encadrement de l'Académie militaire de la Gendarmerie nationale.

## Historique
Cette tenue de prestige fut portée pour la première fois à l'occasion de la remise des sabres du 13 décembre 2002.
Elle est désignée sous le terme Tetra, contraction de Tenue de tradition. Son élaboration a été guidée par un souci constant de référence à l'histoire des uniformes de la gendarmerie afin que les élèves aient pleinement conscience d'être les héritiers d'un passé prestigieux.

## Éléments de la Tetra

### Le taconnet

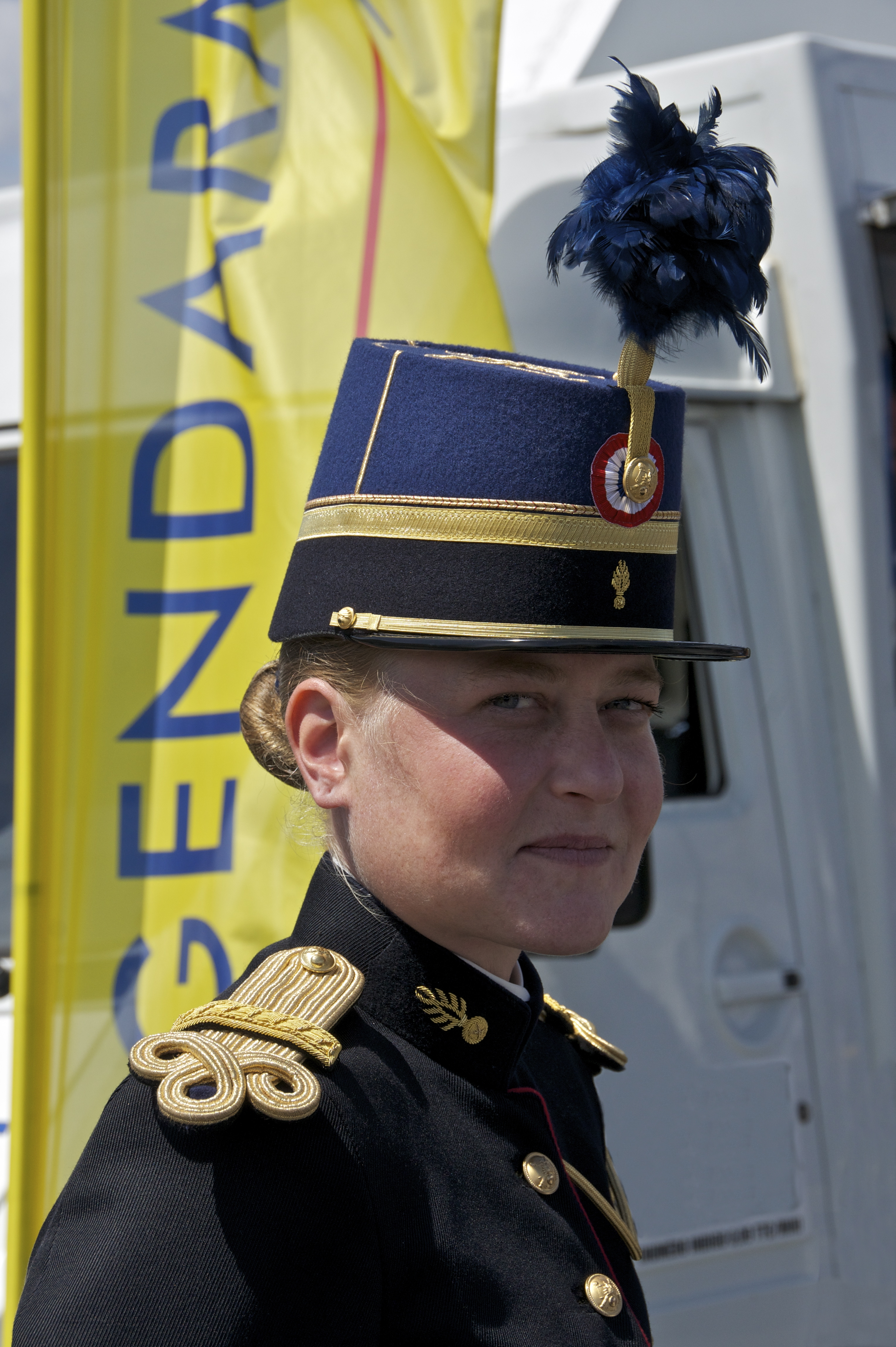
élève-officier de gendarmerie coiffée du taconnet.

Rappelant le modèle de la gendarmerie de Corse et d'Afrique modèle 1855 de la fabrique d'équipements militaires Taconet & Cie, le képi, aujourd'hui appelé taconnet incarne l’élégance militaire et le respect des traditions au sein de la Gendarmerie. Héritier des coiffures rigides introduites dans les grandes tenues de la gendarmerie au début de la troisième République, il est orné de deux attributs historiques des coiffures de l'Arme : le galon d’élite, symbole historique des coiffures de l’institution, et la cocarde tricolore, emblème national. Le plumet bleu caractérise la tenue des élèves alors que les couleurs bleue et blanche sont utilisées pour les cadres.
Le directeur de l'enseignement porte quant à lui un taconnet revêtu d'une aigrette de plume de héron blanc.

### La tunique
La tunique reprend le modèle instauré en 1871. Suivant le grade, elle est munie d'ornements sur les épaules et de galons en bas des manches.
Le bas des manches des élèves portent leur grade en nœud hongrois, les cadres quant à eux ont les grades droits.
Le nœud hongrois simple représente le grade de sous-lieutenant, il est doublé pour le grade de lieutenant, et triplé pour celui de capitaine. Les élèves-officiers issus du recrutement interne portent le galon alpha, symbole des aspirants.
Les parements de bas de manche, rouges relevés de boutons or, ont constitué l'uniforme de la gendarmerie jusqu'à la première guerre mondiale. Ils étaient à l'origine rectangulaires et n'ont été conservés que dans l'uniforme de la garde républicaine - outre la tenue Tetra.

### Le pantalon
Le pantalon abandonne la double bande des officiers au profit d'une bande de couleur or mat.
Les officiers féminins portent une jupe descendant sous le genou et qui reprend les mêmes attributs et couleurs.

### Attributs traditionnels
Les attributs traditionnels de la grande tenue sont la grenade (sur les pattes de col et la coiffure), les aiguillettes, les trèfles, l'épaulette, les parements de manche, le ceinturon et les boutons.
- La grenade se retrouve sur le taconnet et les pattes de col, introduite en 1791 ; elle n'était pas alors un attribut de la gendarmerie mais fut reprise des grenadiers qui étaient une troupe d'élite.

- L'aiguillette avait une utilisation auparavant utilitaire, elle permettait de fixer des pièces de tenue ou d'armure, à la manière d'un lacet. L'aiguilette pouvait également servir de moyen d'écriture.
- Le trèfle et épaulettes : le trèfle est porté par les élèves-officiers issus du recrutement interne lorsqu'ils sont au deuxième groupement de l'école (en première année). Ce trèfle représente leur grade d'aspirant. Les élèves-officiers issus du recrutement externes et les officiers-élèves du premier groupement portent l'épaulette (à franges) et la contre-épaulette (sans frange). Les cadres portent deux épaulettes et le commandant de groupement porte des franges rigides réservées aux officiers supérieurs.

### Les bottes
Les officiers masculins portent des bottines noires de cuir, alors que les officiers féminins portent des bottes montant jusque sous le genou, faisant liaison avec la jupe.

### Le ceinturon
Le ceinturon est de couleur noire, car trois couleurs figurent déjà à l'uniforme. Il est fermé de deux boucles couleur or représentant la tête de méduse, une gorgone.

## Les couleurs traditionnelles de la Tetra
- Le bleu : présent tout au long de l'histoire de France sur tous les uniformes et hérité de la bannière de Saint-Martin. Adoptée par Clovis, à la suite de sa conversion, cette couleur fut conservée par toute sa lignée[1].

En 1720, la couleur de l'uniforme bleu royal s'assombrit vers le noir.
- Le rouge : couleur nationale, elle évoque l'oriflamme de Saint-Denis. Elle se retrouve sur les retroussis des cavaliers et des motards et sur les coiffes de la garde républicaine.

- Le jaune : présent dans les évolutions de l'uniforme au travers des nuances différentes, la Tenue de Tradition s'y réfère aujourd'hui par l'adoption de la teinte dorée sur les effets et galonnage.